# Travis Dodd
Pour les articles homonymes, voir Dodd.
Travis Dodd (né le 6 janvier 1980 à Adélaïde, en Australie) est un footballeur international australien. Il évolue au poste d'avant-centre avec le Perth Glory en A-League.

## Biographie

### En sélection nationale
Travis Dodd fait ses débuts en équipe nationale d'Australie le 16 août 2006 contre le Koweït.
2 sélections et 1 but avec l'Australie en 2006.

## Statistiques détaillées

### En club
| Saison      | Club            | Pays      | Championnat | Championnat | Championnat |
| Saison      | Club            | Pays      | Division    | Matchs      | Buts        |
| ----------- | --------------- | --------- | ----------- | ----------- | ----------- |
| 2005 - 2006 | Adélaïde United | Australie | A-League    | 23          | 4           |
| 2006 - 2007 | Adélaïde United | Australie | A-League    | 24          | 4           |
| 2007 - 2008 | Adélaïde United | Australie | A-League    | 21          | 5           |
| 2008 - 2009 | Adélaïde United | Australie | A-League    | 24          | 7           |
| 2009 - 2010 | Adélaïde United | Australie | A-League    | 23          | 4           |
| 2010 - 2011 | Adélaïde United | Australie | A-League    | 22          | 6           |

### En sélection

#### Buts en sélection
| Buts en sélection de Travis Dodd | Buts en sélection de Travis Dodd | Buts en sélection de Travis Dodd            | Buts en sélection de Travis Dodd | Buts en sélection de Travis Dodd | Buts en sélection de Travis Dodd | Buts en sélection de Travis Dodd |
|                                  | Date                             | Lieu                                        | Adversaire                       | Score                            | Résultat                         | Compétition                      |
| -------------------------------- | -------------------------------- | ------------------------------------------- | -------------------------------- | -------------------------------- | -------------------------------- | -------------------------------- |
| 1.                               | 16 août 2006                     | Sydney Football Stadium, Sydney (Australie) | Koweït                           | 1-0                              | 2-0                              | Éliminatoires Coupe d'Asie 2007  |

NB : Les scores sont affichés sans tenir compte du sens conventionnel en cas de match à l'extérieur (Australie-Adversaire)